# 3. ŽNL Sisačko-moslavačka NS Novska 2014./15.
Prvenstvo se igralo dvokružno. Prvenstvo i plasman u viši rang (2. ŽNL Sisačko-moslavačku) je osvojila NK Croatia Stara Subocka.

## Tablica
| Mj. | Klub                           | Sus. | Pobj. | Nerj. | Por. | GR.    | Bod.       |
| --- | ------------------------------ | ---- | ----- | ----- | ---- | ------ | ---------- |
| 1.  | NK Croatia Stara Subocka       | 18   | 14    | 3     | 1    | 83:17  | 45         |
| 2.  | NK Tomislav Nova Subocka       | 18   | 13    | 3     | 2    | 70:17  | 42         |
| 3.  | NK Una-Mladost Hrvatska Dubica | 18   | 11    | 3     | 4    | 56:23  | 36         |
| 4.  | NK Mladost Košutarica          | 18   | 11    | 3     | 4    | 42:20  | 36         |
| 5.  | NK Sava Puska                  | 18   | 9     | 2     | 7    | 51:43  | 29         |
| 6.  | NK Slavonija Brestača          | 18   | 7     | 4     | 7    | 48:42  | 25         |
| 7.  | NK Croatia Krivaj              | 18   | 5     | 3     | 10   | 43:50  | 17 (-1) ↓1 |
| 8.  | NK Uštica                      | 18   | 4     | 3     | 11   | 24:38  | 15         |
| 9.  | NK Nafta Kozarice              | 18   | 3     | 1     | 14   | 29:70  | 10         |
| 10. | NK Naprijed Krapje             | 18   | 0     | 1     | 17   | 14:140 | 1          |

## Kvalifikacije za popunu 2. ŽNL
Zbog odluke Nogometnog saveza Sisačko-moslavačke županije o proširenju 2. ŽNL na 14 klubova, po završetku prvenstva odigrane su dodatne kvalifikacije između drugoplasiranih klubova radi popune 2. ŽNL. Umjesto drugoplasiranog NK Tomislav Nova Subocka, ispred NS Novske je sudjelovala trećeplasirana NK Una-Mladost Hrvatska Dubica. Kvalifikacije su se igrale po jednostrukom bod sustavu.
28. lipnja 2015.: NK Jelengrad Gornja Jelenska - NK Una-Mladost Hrvatska Dubica 3:0
1. srpnja 2015.: NK Zeleni Brijeg Sisak - NK Jelengrad Gornja Jelenska 3:1
5. srpnja 2015.: NK Una-Mladost Hrvatska Dubica - NK Zeleni Brijeg Sisak 2:2
| Mj. | Klub                           | Sus. | Pobj. | Nerj. | Por. | GR. | Bod. |
| --- | ------------------------------ | ---- | ----- | ----- | ---- | --- | ---- |
| 1.  | NK Zeleni Brijeg Sisak         | 2    | 1     | 1     | 0    | 5:3 | 4    |
| 2.  | NK Jelengrad Gornja Jelenska   | 2    | 1     | 0     | 1    | 4:3 | 3    |
| 3.  | NK Una-Mladost Hrvatska Dubica | 2    | 0     | 1     | 1    | 2:5 | 1    |

U 2. ŽNL Sisačko-moslavačku se kvalificirao NK Zeleni Brijeg Sisak.